# Maple Pictures
Maple Pictures est une société canadienne de distribution de films et vidéos. Elle est fondée en avril 2005 par Brad Pelman et Laurie May, deux ex-cadres de la société cinématographique Lions Gate Film, quand cette dernière leur cède sa branche canadienne de distribution.
Distributeur officiel de Lions Gate au Canada, Maple Pictures a noué un partenariat avec Les Films Séville en 2007 et 2008, puis avec Équinoxe Films, en juillet 2009, pour la sous-distribution au Québec.

## Films distribués

### 2005
- Hard Candy, de David Slade
- La Marche de l'empereur, de Luc Jacquet[3]
- Grizzly Man, de Werner Herzog[3]
- The Descent, de Neil Marshall
- The Proposition, de John Hillcoat
- The Devil's Rejects, de Rob Zombie
- Service non compris, de Rob McKittrick
- La Nonne, de Luis De La Madrid
- 12 and Holding, de Michael Cuesta
- Leonard Cohen: I'm Your Man, de Lian Lunson[3]
- Lord of War, de Andrew Niccol
- House of the Dead 2, de Michael Hurst[4]
- Human Trafficking, de Christian Duguay
- Saw 2, de Darren Lynn Bousman
- Le Témoin du marié, de Stefan Schwartz
- In the Mix, de Ron Underwood
- À la poursuite de Noël, de Ron Oliver[4]

### 2006
- A Guide to Recognizing Your Saints, de Dito Montiel
- Dreamland, de Jason Matzner
- Les Mots d'Akeelah, de Doug Atchison
- Ultimate Avengers, de Curt Geda, Steven E. Gordon et Bob Richardson
- Si près de moi !, de Robert Malenfant[4]
- See No Evil, de Gregory Dark
- Paris, je t'aime
- Bug, de William Friedkin
- Hyper Tension, de Mark Neveldine et Brian Taylor
- Quelques jours en septembre, de Santiago Amigorena
- La Mort du président, de Gabriel Range
- Abandonnée, de Nacho Cerdà
- Massacre à la tronçonneuse : Le Commencement, de Jonathan Liebesman
- Employés modèles, de Greg Coolidge
- Saw 3, de Darren Lynn Bousman
- The Lost Room, de Christopher Leone et Laura Harkcom[5]

### 2007
- Cendrillon et le Prince (pas trop) charmant, de Paul J. Bolger
- Joshua, de George Ratliff
- King of California, de Michael Cahill
- Pride, de Sunu Gonera
- Après l'hiver, de Jan Svěrák
- Charlie, les filles lui disent merci, de Mark Helfrich
- Kill Point : Dans la ligne de mire, de Steve Shill[5]
- 3 h 10 pour Yuma, de James Mangold
- Rogue : L'Ultime Affrontement, de Philip G. Atwell
- Jeunes adultes qui baisent, de Martin Gero
- Saw 4, de Darren Lynn Bousman

### 2008
- Choke, de Clark Gregg
- John Rambo, de Sylvester Stallone
- Be Happy, de Mike Leigh
- Braquage à l'anglaise, de Roger Donaldson
- The Promotion, de Steve Conrad
- The Lucky Ones, de Neil Burger
- Le Royaume interdit, de Rob Minkoff
- The Midnight Meat Train, de Ryūhei Kitamura
- Brideshead Revisited, de Julian Jarrold
- The Burrowers, de J.T. Petty
- W. : L'Improbable Président, d'Oliver Stone
- Saw 5, de David Hackl
- Le Transporteur 3, d'Olivier Megaton
- Punisher : Zone de guerre (Punisher: War Zone), de Lexi Alexander
- The Reader, de Stephen Daldry

### 2009
- Démineurs, de Kathryn Bigelow
- Meurtres à la St-Valentin, de Patrick Lussier
- Humpday, de Lynn Shelton
- Les Vies privées de Pippa Lee, de Rebecca Miller
- The Cove, de Louie Psihoyos[3]
- Les Chèvres du Pentagone, de Grant Heslov
- Daybreakers, de Peter et Michael Spierig
- Saw 6, de Kevin Greutert

### 2010
- 2010 : Les Petits Mouchoirs de Guillaume Canet